# Kylie Masse
Kylie Jacqueline Masse (LaSalle, 18 de janeiro de 1996) é uma nadadora canadense, medalhista olímpica.

## Carreira

### Rio 2016
Masse competiu na natação nos Jogos Olímpicos de Verão de 2016 e conquistou a medalha de bronze nos 100 metros costas.